# Helena Schmaus-Shoonerová
Helena Schmaus-Shoonerová (12. března 1938 Praha – 19. října 2018 Bechyně) byla česko-kanadská sochařka, malířka, keramička a výtvarnice. Originálním způsobem propojila české, indiánské a inuitské umění  a vytvářela zajímavá a neopakovatelná díla.

## Dětství v protektorátu a v Československu
Helena se narodila v rodině Gustava a Miroslavy Schmausových do neklidné doby. Přesto prožila krásné dětství v kulturním prostředí širší rodiny v poklidném městě Bechyni. Byla pravnučkou významného českého vynálezce Františka Křižíka. Dědeček Schmaus (rovněž Gustav), manžel Křižíkovy dcery Anny, který byl diplomatem, koupil ve dvacátých letech 20. století v Bechyni vilu, přikoupil pozemky a s pomocí architekta Jana Kotěry nechal vilu rozšířit a vytvořit terasovité zahrady nad Lužnicí. Na zahradě domu je busta Františka Křižíka, dílo jeho dcery Růženy, sochařky. Podle toho se vila dodnes nazývá Křižíkova.
Helenin otec pracoval jako ředitel v akciové společnosti Křižíkovy elektropodniky. V roce 1939 koupil společně se svým kolegou Ing. Čížkem v Plzni rafinerii na smrkovou smolu a továrnu na sodu a tuky od židovského majitele Theodora Taussiga. Brzy poté se rodina přestěhovala do Plzně do vily, náležející k továrně, tam se narodila druhá dcera Jana. Pobyt v Plzni za války ale nebyl bezpečný a proto se matka s dcerami odstěhovala do Bechyně k babičce Anně. Ve vile se scházeli zajímaví hosté – přijížděl tam např. grafik a malíř Viktor Stretti, Bedřich Macenaur – otec Emmy Srncové, Rafael Kubelík, lidé z okruhu Osvobozeného divadla, Jan Werich po svém návratu z USA, a mnozí další. Přátelství pojilo Schmausovy i s rodinou knížete Paara, bývalého majitele bechyňského panství.
Ihned po osvobození v roce 1945 se rodina vrátila do Plzně, ale v roce 1948 jim byla továrna znárodněna, majetek zabaven a tak došlo na další stěhování, tentokrát do Prahy. Tam Schmausovi čelili dalším problémům, otec byl dva roky bez zaměstnání. Maminku, jako ženu bývalého kapitalisty, vyhodili z práce v účtárně, teprve po čase sehnala místo řidičky sanitky. Otec kromě obchodního nadání měl i velké nadání hudební, hrál na violoncello, a na základě konkurzu se mu podařilo stát se členem Symfonického orchestru hlavního města Prahy FOK.

## Začátek a rozvoj tvůrčího života
Začátkem padesátých let se Helena dostala na bechyňskou keramickou školu, vrátila se tak do vstřícného prostředí bechyňské vily k babičce a strýci Křižíkovi. Po dvou letech ji kvůli buržoaznímu původu rodičů ze školy vyhodili. Naštěstí se s pomocí ředitele bechyňské školy Miroslava Petrů dostala do Karlových Varů na tamější Průmyslovou školu keramickou, kde složila maturitu.
V roce 1958 nastoupila na UMPRUM, zde se specializovala na výrobu šperků a již při studiu začala pracovat jako návrhářka šperků v Jablonexu. Školu absolvovala v roce 1963.
V roce 1964 emigrovala z Československa její sestra Jana a s pomocí otcových amerických přátel se se svým manželem Otakarem Vydrou dostali do USA. Heleně se tehdy paradoxně v Československu podařilo dostat na volnou nohu, vytvářela šperky a prodávala je prostřednictvím Díla, podniku Českého fondu výtvarných umění. Byla úspěšná, v roce 1967 se prezentovala i v zahraničí na výstavě EXPO, byla na studijním pobytu v Paříži, od firmy DIOR dostala nabídku ke spolupráci. Účastnila se výstav ve Vídni, ve Stockholmu a v Římě, kde se seznámila se svým budoucím manželem Hughesem Shoonerem, kanadským historikem medievalistou a paleografem. Po sovětské invazi v srpnu 1968 byla několik měsíců ve Vídni, ale nechtěla emigrovat a vrátila se do Prahy. Tehdy do Prahy přijel i Hughes Shooner studovat středověké rukopisy. V roce 1970 se  s vzali.

## Přesídlení do Kanady
Helena se odstěhovala za manželem do kanadského Quebecu, kde se jim narodila dcera Caroline. Dokud žili rodiče, vracela se Helena pravidelně do Čech. Po jejich smrti se vracet přestala.
V Kanadě, kde neměla takové možnosti vyrábět šperky, se přeorientovala na výrobu keramiky. Koupila si vypalovací pec a začala vytvářet keramické plastiky, závěsné talíře, kachle, užitou keramiku – vázy, svícny, dózy, poháry, mísy, stolní lampy, keramické desky a další výtvory. Velkou inspirací se pro ni stala příroda, hlavně zvířata, ale také indiáni a inuité. Své plastiky zdobila technikou fajáns (malba oxidem kobaltu, mědi či manganu), akrylem, později malbou emailu do syrové glazury. Malovala ale i na překližku a papír.  

## Zpátky v Čechách
Po smrti svého manžela v roce 1990 se Helena Schmaus-Shoonerová vrátila zpátky do Čech do bechyňské vily, kde si udělala ateliér a pokračovala v tvorbě. V roce 2002 se do Čech do bechyňské vily začala vracet i Helenina sestra Jana Vydrová, od roku 1985 rozvedená, až v roce 2017 se také vrátila natrvalo.
V Čechách v Dubí se Helena zúčastnila Mezinárodního sympozia malby na porcelán, a to ji zaujalo tak, že se dále věnovala i tomuto materiálu.
Ještě před svým přestěhováním do Kanady začala podporovat charitativní projekty, a tak na to přirozeně navázala v Kanadě i po svém návratu do Čech. Jedním z důležitých projektů byla za podpory Kanadského velvyslanectví v Praze spolupráce s Dětskou psychiatrickou nemocnicí v Opařanech. S touto nemocnicí spolupracovala téměř do konce svého života. Své umělecké výtvory dávala ochotně do aukcí a výtěžek šel na dobročinné účely, např. Domovu pro mentálně postižené v Písku, Lékařům bez hranic a na další místa.
Za svého života se zúčastnila různých akcí a výstav a dostala mnohá ocenění. V Kanadě v Montrealu je vystaven její veký keramický betlém v Oratoriu svatého Josefa. V Čechách byla její díla vystavována na různých místech – mj. v Bechyni, v Písku, v Jindřichově Hradci, ve Vodňanech i jinde. V Bechyni se stala aktivní iniciátorkou a účastnicí kulturního a společenského života, mnohé akce uspořádala přímo v Křižíkově vile. Na bechyňských schodech pod zámkem nad Lužnicí je ve výklenku kapličky, která je součástí postranní zdi, plastika svatého Františka z Assisi, obklopeného Heleninými oblíbenými přírodními motivy.

## Závěr života
Helena Schmaus-Shoonerová podlehla těžké nemoci na podzim roku 2018. Doprovodit na poslední cestě ji přišli kromě bechyňských zástupců také její přítelkyně Emma Srncová, spolužák Jan Kačer a spousta dalších lidí a přátel. Pohřbená je na novém bechyňském hřbitově.
V létě roku 2023 byla v Táboře uspořádána obsáhlá výstava jejích výtvorů ze sbírek Husitského muzea v Táboře, Městského muzea v Bechyni, Uměleckoprůmyslového muzea v Praze a Muzea skla a bižuterie v Jablonci nad Nisou. Vernisáže se zúčastnila i její dcera, lékařka, která žije v Kanadě a s Českou republikou je stále v kontaktu.  

## Galerie

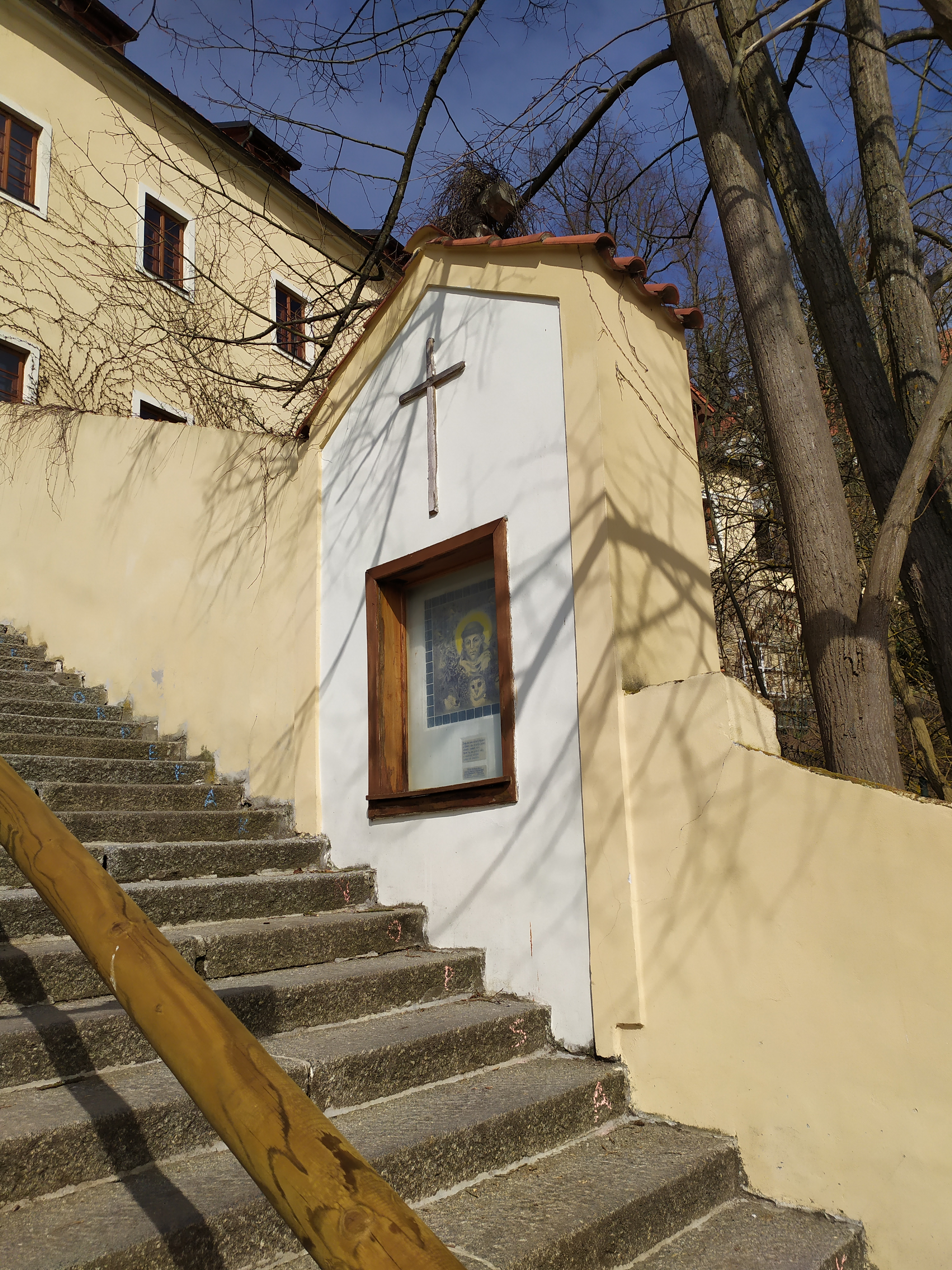
Bechyňské schody s kapličkou a plastikou
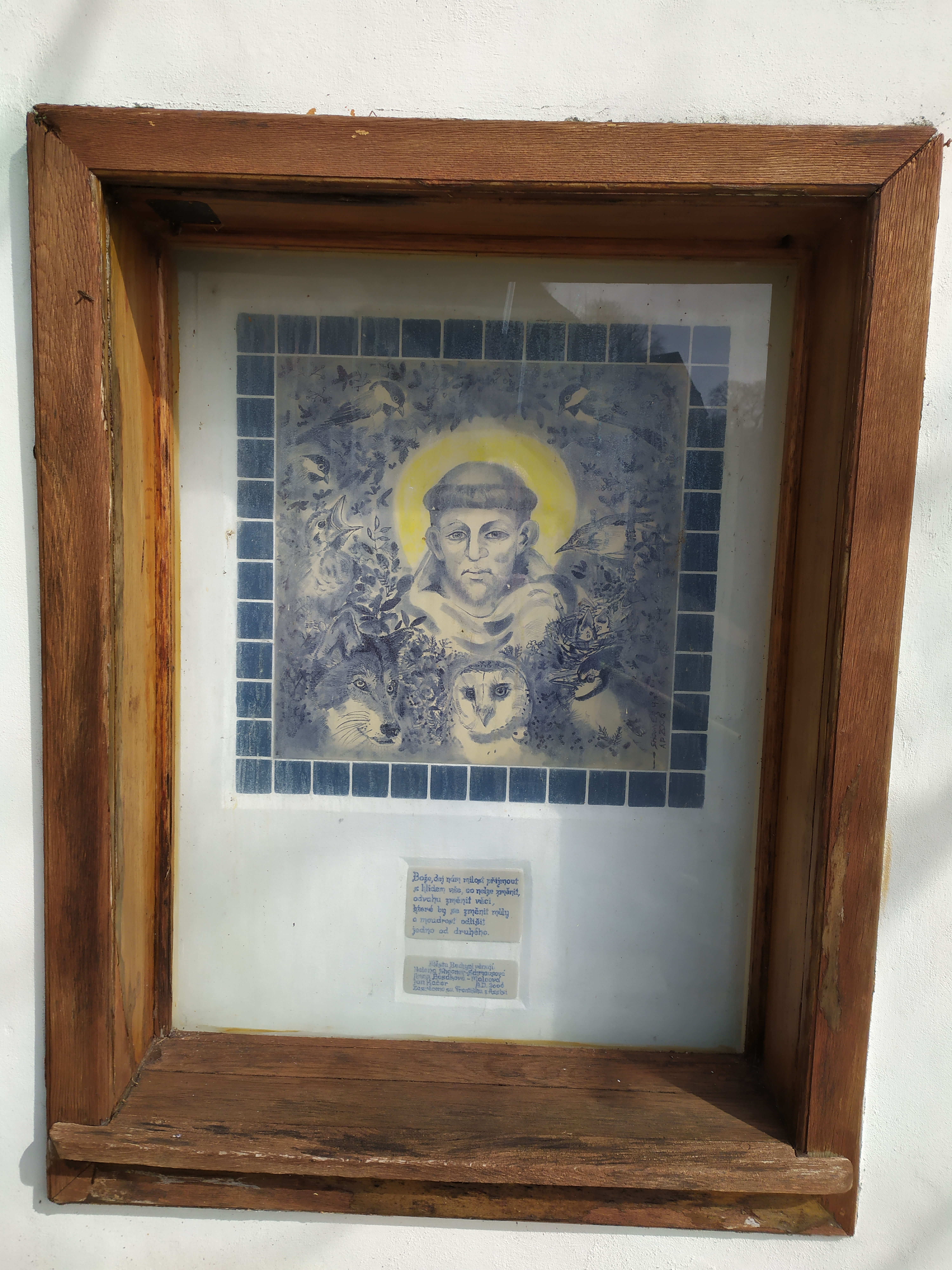
Plastika svatého Františka z Assisi
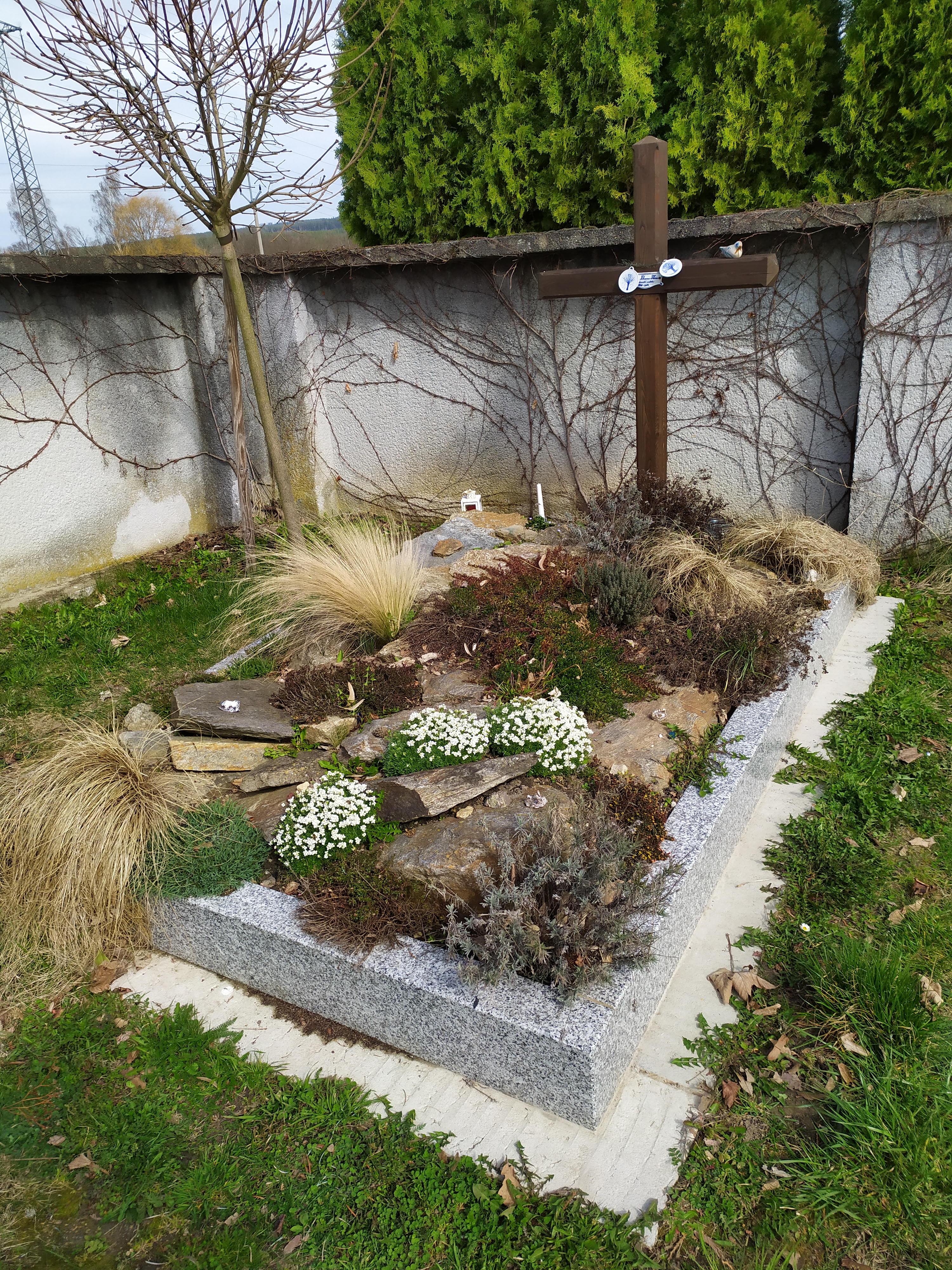
Hrob Heleny Schmaus-Shoonerové